# Oyonnax
Oyonnax – miejscowość i gmina we Francji, w regionie Owernia-Rodan-Alpy, w departamencie Ain.

## Demografia
Według danych na styczeń 2012 roku gminę zamieszkiwały 23 053 osoby, a gęstość zaludnienia wynosiła 640,7 osób/km².

Demografia Oyonnax w latach 1962-2008

## Galeria

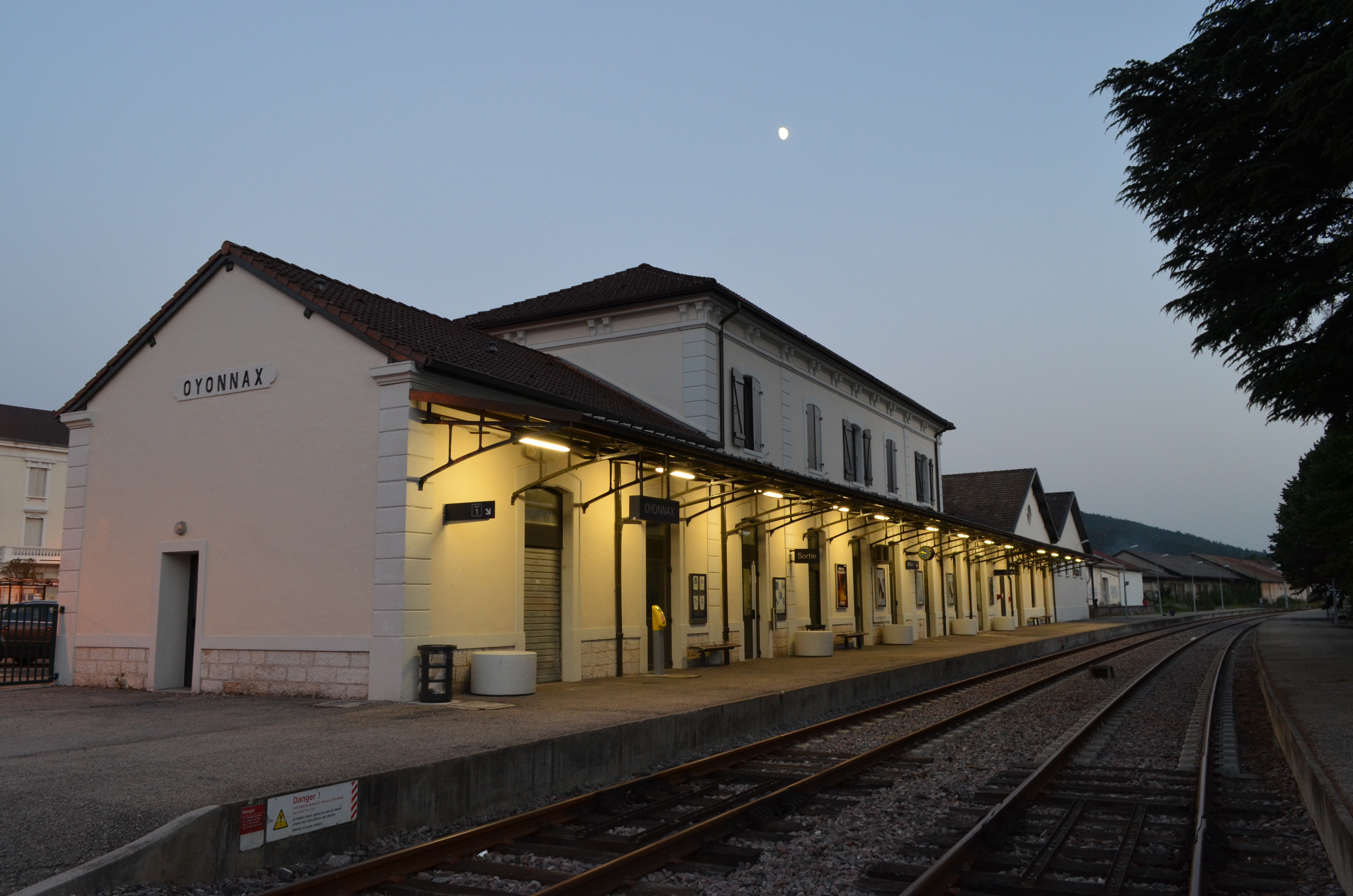
Dworzec kolejowy (2012 r.)
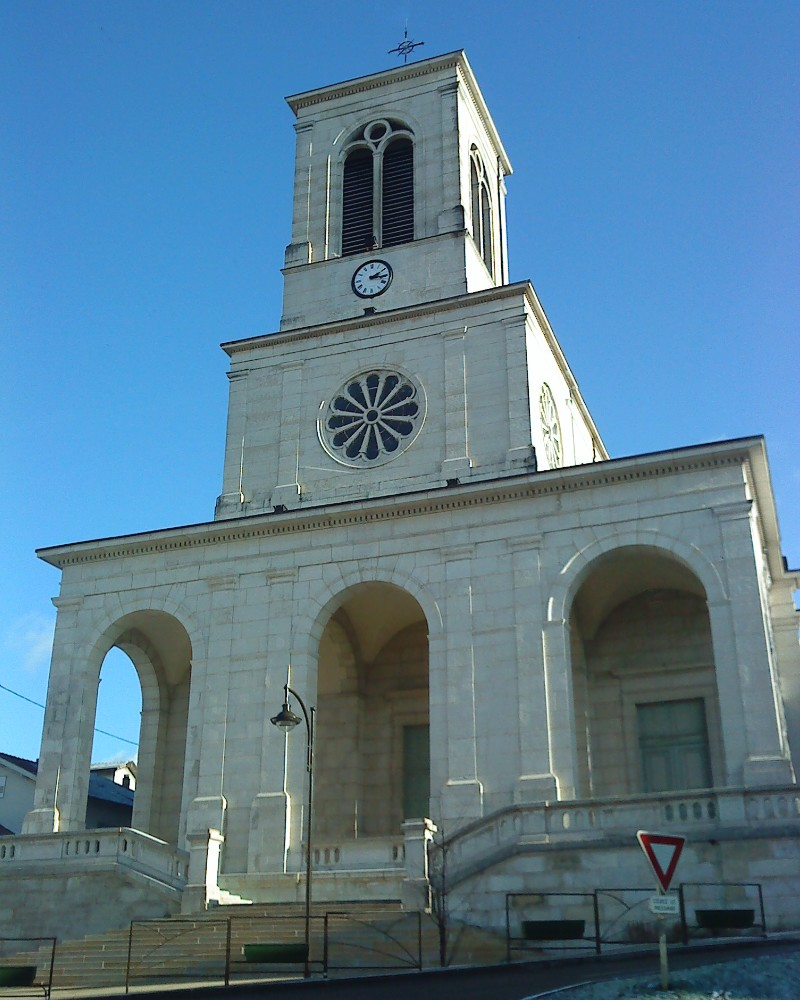
Kościół św. Leodegara (2010 r.)
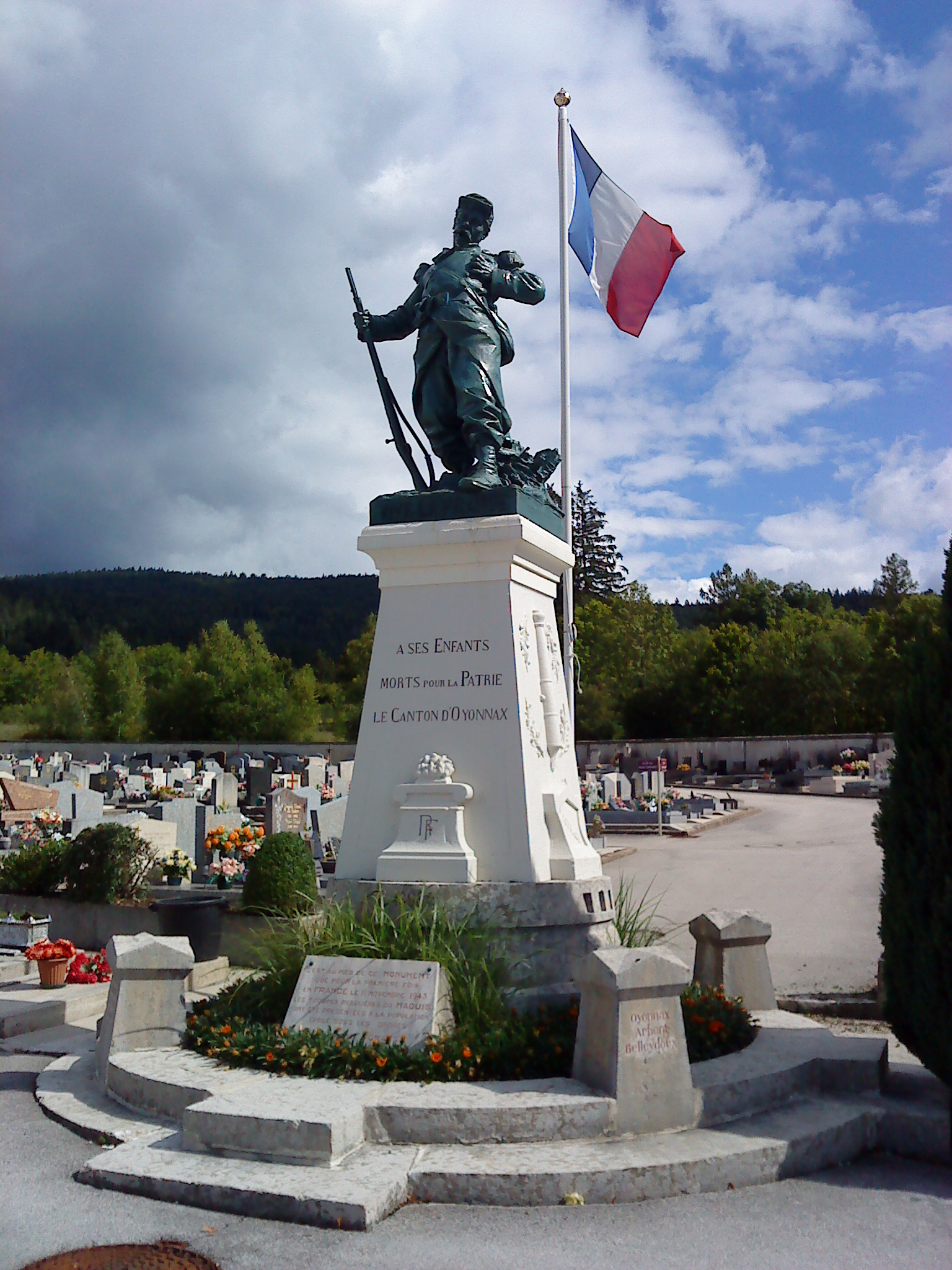
Pomnik poległych żołnierzy I wojny światowej (2010 r.)